# Francisco Tovar

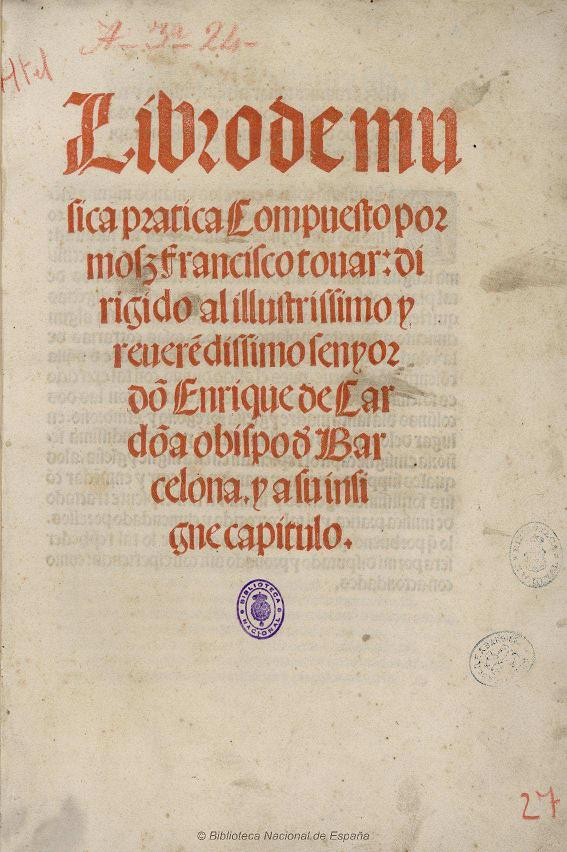
Das Libro de musica pratica von Francisco Tovar (1510)

Francisco Tovar * 2. Hälfte 15. Jahrhundert in Pareja (Provinz Guadalajara); † 1522 in Granada (unsicher) war ein kastilischer Musiktheoretiker und Kirchenmusiker der Renaissance, der in Katalonien wirksam war.

## Leben und Werk
Die Biografie von Francisco Tovar ist nicht vollkommen geklärt. Vieles wird aus dem von ihm verfassten Traktat Libro de música práctica (Barcelona 1510, „Praktisches Musikbuch“) abgeleitet. Zweifelsohne war er katholischer Priester, da dies in der damaligen Zeit eine unabdingbare Voraussetzung für die Stelle eines Kapellmeisters in kirchlichen Einrichtungen war, die er innehatte. Über seine Ausbildung und die Zeit vor 1510 ist nicht viel bekannt. Wahrscheinlich reiste er durch Saragossa, Sizilien und Rom. Er berichtet in seinem Traktat, dass er an diesen Orten Themen aus seinem Werk mit anderen Musikwissenschaftlern diskutiert habe. 1510 ist er als Musiker an der Kathedrale von Barcelona nachgewiesen. Im gleichen Jahr wurde er zum Kapellmeister an die Kathedrale von Tarragona berufen. Diese Position hatte er bis 1516 inne. 1518 ging er nach Andalusien und wurde Sänger an der Kathedrale von Granada. 1521 wurde er dort Kapellmeister. Im folgenden Jahr starb er vermutlich dort. Bartolomé Vilches nahm seine Stellung als Kapellmeister ein.
Tovars wichtigste Abhandlung war das bereits genannte Libro de música práctica. Dieses Werk wurde von dem aus Deutschland stammenden Drucker Joan Rosembach 1510 in Barcelona gedruckt. Das Werk ist eher musikpraktisch ausgelegt. Es bezieht mit den mathematischen Grundlagen der Klangkunst auch musiktheoretische Positionen der Pythagoreer in die Betrachtung ein. Der Autor kündigt im ersten Kapitel an, ein weiteres, eher spekulatives Werk zu verfassen. Es ist nicht bekannt, ob dieses spekulative Werk geschrieben wurde. Um seine Darlegungen zu stützen, verweist Tovar auf ältere Autoren wie Boethius, Guido von Arezzo, Franchinus Gaffurius und vor allem auf den valencianischen Musiktheoretiker Guillem Despuig. Im ersten Teil befasst sich Tovar mit den allgemeinen Grundlagen der Musik, im zweiten Teil mit der Funktionsweise der Mensuralnotation und im dritten Teil mit Studien zum Kontrapunkt und zur Kompositionslehre. Dieses Werk von Tovar erzeugte ein deutliches Echo. Es wurde offenbar als Lehrbuch verwendet. Viele spätere Autoren wie Juan Bermudo, Pietro Cerone, Andrés de Monserrate und Manuel Nunes da Silva beziehen sich auf dieses Werk.